# Évelyne Chetrite
Évelyne Chetrite
est une styliste et créatrice de mode marocaine et française.

## Biographie
Évelyne Chetrite a grandi à Rabat au Maroc.
Chetrite a créé la marque de prêt-à-porter Sandro, avec Judith Milgrom,,